# Mastigophorophyllon alpivagum
Mastigophorophyllon alpivagum är en mångfotingart som först beskrevs av Karl Wilhelm Verhoeff 1897.  Mastigophorophyllon alpivagum ingår i släktet Mastigophorophyllon och familjen Mastigophorophyllidae.

## Underarter
Arten delas in i följande underarter:
- M. a. bohemicum
- M. a. deubeli